# Organisme saproxylophage

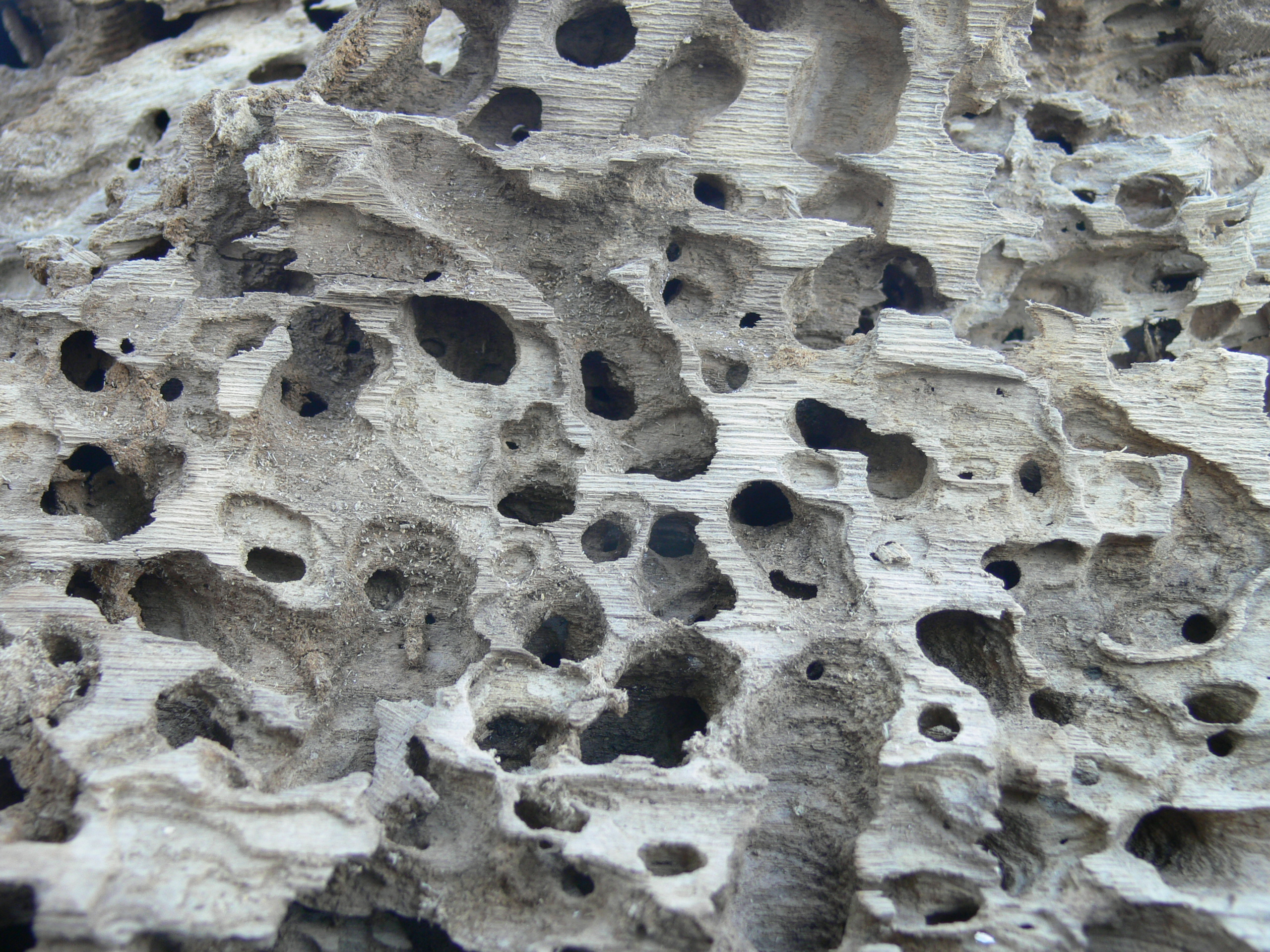
Coeur d'un arbre endommagé par une tempête, laissant voir de nombreuses galeries creusées par des larves d'insectes saproxylophages (coléoptères) se nourrissant de bois mort en cours de décomposition par des bactéries et champignons

Les organismes saproxylophages sont des organismes saproxyliques qui ne consomment que le bois mort en décomposition. Ils se distinguent des organismes xylophages, composés principalement d'insectes, qui réalisent tout ou partie de leur cycle de vie dans le bois mort ou vivant.
Les organismes saproxylophages vivent en communautés composées de champignons, bactéries, protozoaires et invertébrés (dont de nombreux coléoptères). 
Des communautés différentes se succèdent au fur et à mesure que le bois est finement décomposé. 
Ils jouent dans les écosystèmes forestiers un rôle majeur en contribuant au cycle du carbone et au recyclage de la nécromasse végétale ligneuse qu'ils transforment en un humus forestier particulièrement riche et apte à absorber l'eau. Ils dépendent totalement de la phase hétérotrophe (bois mort) du cycle sylvigénétique, phase qui tend à disparaître avec le recul des arbres morts et du gros bois mort dans le paysage forestier, bocager et des bords de cours d'eau.
Ils vivent sur ou dans le bois des arbres sénescentes ou morts, et sur le bois mort tombé au sol ou dans l'eau.

## Enjeux de conservation
Les communautés saproxylophages constituent une part très importante de la biodiversité forestière, et elles jouent un rôle très important car :
- Elles pilotent le processus écologique qu'est la décomposition de l'arbre en humus[5]
- Elles forment une base et une part importante du réseau trophique des écosystèmes forestiers.
- Elles contribuent à la résilience écologique des forêts en accélérant le recyclage du bois mort dans les sols et dans l'écosystème forestier.

À titre d’exemple, les scientifiques anglais estimaient au début du XXIe siècle que le bois mort ou sénescent était un habitat vital pour 1 700 espèces d’invertébrés rien qu'en Grande-Bretagne (soit 6 % de l'ensemble de la faune connue de Grande-Bretagne). Mais 40 % de ces invertébrés étaient déjà classés rares ou sur la liste rouge des espèces menacées dans ce pays.

## Spécificités
- Ce sont généralement des espèces terrestres dont les larves fuient la lumière (lucifuges).
- Certaines vivent dans l'eau où elles décomposent le bois immergé ou les racines situées sous le niveau de la nappe.
- Certains insectes saproxylophages colportent avec eux les spores de champignons ou des morceaux de mycélium fixés sur des poils ou des organes dites « mycangia ». Ces champignons et parfois des bactéries associées les aident à décomposer la lignine et à se nourrir. Les adultes de ces espèces peuvent parfois ensemencer un arbre vivant mais affaibli en pondant leurs œufs. Il peut arriver qu'un champignon exotique ou muté soit particulièrement pathogène, c'est ainsi que le scolyte semble avoir transporté et diffusé un champignon qui a décimé en quelques décennies les ormes en Europe dans les années 1970-2000.

## Menaces
Les invertébrés saproxylophages sont considérés comme faisant partie des espèces les plus menacées en Europe et de l'hémisphère nord, en raison de la raréfaction du bois sénescent et mort dans les contextes d'intensification de la sylviculture, et de l'agriculture (recul du bocage).
Dans une forêt primaire tempérée, environ 1/3 du bois présent est mort et en cours de décomposition,,. Dans la plupart des forêts exploitées, hormis localement (et parfois temporairement) après le passage des tempêtes, il ne reste plus assez de gros et vieux bois mort (qui ne gèle pas à cœur), dur, tendre et moyen, debout ou couché, sec à immergé… et il est rare de trouver plus de 1 à 3 arbres morts par ha de diamètre supérieur à 40 cm.
Selon les travaux qui ont servi à préparer la liste rouge européenne d'espèces de coléoptères saproxylophages menacés, les principales menaces identifiées à long terme sont notamment :
- la perte d'habitat d'espèces, à cause d'une sylviculture qui laisse peu de place aux arbres sénescent et au bois mort, et d'une récolte intense des bois[11] ;
- le recul des grands et vieux arbres ou d'arbres sénescents dans le paysage, soit parce qu'on considère à tort qu'ils sont malsains, soit pour des contraintes de sécurité dans les endroits fréquentés[11] ;
- si de nombreuses espèces de coléoptères saproxyliques sont encore largement distribuées en Europe, leur nombre a souvent subi un très important déclin sur tout ou partie de leur aire naturelle de répartition[11] (ce qui peut poser des problèmes génétiques et de reproduction).
- les lacunes de connaissances sont encore importantes, notamment sur la biologie de ces espèces, et donc sur leur état de conservation[11] ;
- peu de pays européens - si ce n'est aucun - ne disposent (en 2010) d'un processus organisé et systématique de suivi de ce groupe taxonomique, même si quelques espèces sont mieux suivies et font l'objet de plans d'action de conservation[11] ;
- il est urgent de sensibiliser les professionnels de la conservation et les gestionnaires sur les besoins des communautés saproxyliques, car elles sont entièrement dépendantes de la dynamique de vieillissement des arbres et des processus de dégradation du bois, ce qui devrait être pris en compte dans les processus de gestion[11] ;
- la présence de vieux arbres appropriés (dont sous forme de chandelle[12]) dans une continuité historique est également importante, ce qui n'est pas encore abordé dans le processus de la directive européenne Habitats, et qui nécessite une attention urgente[11] ;
- cette nouvelle analyse de l'état des menaces sur les coléoptères saproxyliques d'Europe pourra servir à la révision et la mise à jour des listes annexées à la directive habitat et à la Convention de Berne[11] ;
- la couverture taxonomique de cette Liste rouge nécessite d'être élargie, car seulement une faible proportion des coléoptères saproxyliques ont été évalués en Europe[11].

## Conservation
Il a été proposé de conserver volontairement du bois mort (consigne au sein de l'ONF en France), y compris en ville et dans les jardins pour tenter de freiner l'érosion de la biodiversité chez ces espèces, avec par exemple les Chronoxyles qui visent à y associer une action pédagogique.
Dans certains pays des corridors biologiques spécifiques ont été conservés ou restaurés (ex : Pologne) ou des réintroduction sont faites[réf. nécessaire].
Les écolabels forestiers tels que le FSC imposent au sylviculteur de veiller à conserver une quantité suffisante de bois mort pour préserver les communautés saproxylophages et leurs fonctions écologiques.